# Kanton Baie-Mahault-2
Kanton Baie-Mahault-2 is een kanton van het Franse departement Guadeloupe. Kanton Baie-Mahault-2 maakt deel uit van het arrondissement Basse-Terre en telde 23.990 inwoners in 2019.
De kanton is in 2015 opgericht door de splitsing van het kanton Baie-Mahault.

## Gemeenten
De kanton Marie-Galante omvat de volgende gemeenten:
- Baie-Mahault (gedeeltelijk)
- Petit-Bourg (gedeeltelijk)